# Обсервация (медицина)
Обсерва́ция (лат. observatio «наблюдение») — комплекс ограничительных и противоэпидемических мероприятий, направленных на локализацию и ликвидацию очага инфекционных заболеваний. Обсервация применяется к лицам, приехавшим или выезжающим с территории, на которую наложен карантин. Контактировавшие с больными и лица с подозрением на заболевание наблюдаются при обсервации в течение одного максимального инкубационного периода при данном заболевании с момента последнего возможного заражения под постоянным медицинским наблюдением, чтобы определить их потребность в стационарной госпитализации.
В 1893 году на Международной санитарной конференции в Дрездене обсервация была принята как медико-санитарная мера.
Пациент, прошедший обсервацию, не попадает в больницу. В Соединённых Штатах Америки некоторые пациенты «Медикэр» провели несколько дней в больнице, но никогда официально не пользовались её услугами, что приводит к неожиданным позициям в перечне услуг по счетам и делает их неподходящими для медикэр-оплаты некоторых будущих необходимых услуг, особенно квалифицированной сестринской помощи.
В России часто является частью карантинных мероприятий в отношении к конвенционным болезням (чума, холера, натуральная оспа, сыпной тиф и жёлтая лихорадка). Проводится санитарно-эпидемиологической службой в тех случаях, когда обычного наблюдения за лицами, контактировавшими с больными, недостаточно. Обсервация по срокам проводится в соответствии с продолжительностью инкубационного периода заболевания.
Обсерватор — временное учреждение, развёртываемое в приспособленных помещениях для проведения обсервации.